# Pristipomoides flavipinnis
Pristipomoides flavipinnis är en fiskart som beskrevs av Shinohara, 1963. Pristipomoides flavipinnis ingår i släktet Pristipomoides och familjen Lutjanidae. Inga underarter finns listade i Catalogue of Life.